# 아프리카너 칼뱅주의
아프리카너 칼뱅주의(아프리칸스어: Afrikaner Calvinisme)는 아프리카너 사이에서 17세기 칼뱅주의 교리와 성경에 기반한 "선택받은 백성" 사상을 결합한 문화적, 종교적 발전이다. 이는 선택받은 백성으로서의 유대인의 구약성경에 표명된 사상에서 기원했다.
많은 현대 연구들은 보어인들이 이 개념에서 영감을 받아 그레이트 트레크에 참여했으며, 이를 통해 남아프리카의 다른 민족 집단을 종속시키는 것을 정당화했다고 주장한다. 이것이 현대 아프리카너 민족주의의 종교적 기반을 제공했다고 여겨진다. 이의를 제기하는 학자들은 제2차 보어 전쟁의 트라우마를 겪은 후에야 칼뱅주의가 아프리카너 사회에서 중요한 역할을 했다고 주장한다. 초기 정착민들은 고립된 변경 지대에서 살았으며 조직적인 종교보다는 유사-기독교 애니미즘 신앙에 훨씬 가까웠다.

## 배경
남아프리카 공화국의 백인 정착은 네덜란드 동인도 회사가 1652년 희망봉에 도착하여 인도네시아를 오가는 선박과 승무원을 위한 보급 및 재충전 기지를 설립하려 했던 것에서 시작된다. 암스테르담의 본사에서 회사는 승무원을 모집하고 동양 항해를 위한 선박을 장비했다. 네덜란드 직원 대부분은 개신교 칼뱅주의자였으며, 이 지역 인구의 대다수를 차지했다. 이 외에도 소수의 루터교 독일인들과 프랑스에서 종교적 박해를 피해 도망온 많은 프랑스 위그노들이 있었다. 아프리카너 후손들 중에는 도퍼스와 같은 개별 종교 공동체가 네덜란드 개혁교회(화란 개혁교회)와 분리되어 자신들만의 교리를 확립한 것으로 알려졌다. 19세기 말에는 개혁교회의 분리주의 교회가 남아프리카에서 발전했다.

## 정착 시기
희망봉의 네덜란드 정착은 남아프리카 최초의 식민지 성공이었다. 회사는 정착민과 원주민 사이의 무역에 대한 엄격한 규칙을 정했다. 회사 관리만이 아프리카인들 사이의 무역이나 기독교 선교 사업을 승인할 수 있었다. 정착민들은 아프리카인들에게 부와 생계 수단이었던 소를 훔치거나 쏘는 것이 금지되었다. 초기 유럽인들은 아프리카인들의 관습, 의복, 외모의 차이에 충격을 받았다. 원주민들이 식인종이라는 거짓 소문은 불필요한 접촉을 피하려는 동기를 강화했다. 희망봉은 아프리카는 외부에 있고 유럽은 내부에 있는 벽으로 둘러싸인 정원이었다. 이러한 엄격한 질서는 초기 정착 시기에 아프리카인들과의 갈등을 최소화했다.
그러나 많은 정착민들은 선교적인 동기, 즉 유럽 문화의 우월성을 전파하려는 동기로 도착했다고 믿었다. 이러한 요인들은 정착민들이 원주민 코이산족을 노동자와 하인으로 부리는 관습에 기여했다. 이러한 주인/하인 관계 내에서 유럽인들은 메시지가 하인의 가족을 통해 (유럽 생활 방식의 우월성에 대한 보고와 함께) 다시 전달되어 회심을 가져오기를 바라며 성경을 가르쳤다.
마을의 물리적인 벽 밖에 사는 농부들은 마을 사람들보다 원주민들과 다른 관계를 맺었다. 그들에게는 점유가 소유를 의미했고, 소유는 그들의 재산을 보호할 권리를 암시했다. 희망봉 주변의 비어 있는 것처럼 보이는 영토에 정착하면서 그들은 피시 강을 건너 농장 영토로 들어오는 방랑하는 사냥꾼이나 목축 부족에 대해 소유권과 그 권리에 대한 자신들의 가정을 강제했다. 정착민들은 농장을 토지의 백인과 흑인 거주자 사이의 분리의 마을 너머 확장으로 간주했다.
분리와 교환 규칙은 아프리카너의 마음속에 침략과 정복에 대해 매우 일찍부터 반대되었다. 그리고 이러한 반제국주의는 화란 개혁교회 내에서 발전한 선교 의무 이론에도 확장되었다. 기독교의 신의 섭리에 의해 교회에 할당된 영향력 범위 내에서 하느님의 나라가 성장할 것이며, 부모와 가족에 의해 아이들에게 복음이 가르쳐질 것이다. 만약 하나님이 원주민들에게 복음이 받아들여지고 그들의 아이들에게 가르치는 것이 합당하다고 판단하신다면, 이것이 그의 영광이다. 이를 위해 기독교인들은 삼위일체 하느님의 백성으로서 믿음에 있어서 자신을 순결하게 지키고 이방인들과의 거래에서 공정하며, 삼위일체 기독교의 신의 이름으로 합법적으로 주장된 것을 보호하는 데 절대적으로 양보하지 않는, 기독교의 신으로부터 주어진 결정적인 역할, 즉 소명 또는 언약적 책임을 가지고 있다.

## 민간 신앙
이 역사는 아프리카너들 사이에서 발전한 독특한 "소명" 개념을 이해하는 데 필수적이다. 매우 일찍 채택된 이러한 태도는 나중의 갈등을 통해 그들과 함께했으며, 그들에게는 기독교의 신 자신에 의해 분명히 만들어진 것처럼 보이는 방식으로 형성되었다. 그들은 기독교의 신의 지혜와 섭리 때문에 보존되었다고 믿었다. 그들이 경험한 고통과 그에 대한 대응으로 형성된 강한 유대감은 이러한 생각을 모든 면에서 확인시켜 주는 것처럼 보였다. 그들의 백성으로서의 역사는 보어 종교 형성에 중심적인 위치를 차지한다. 이러한 방식으로 독특한 민간적인 성격이 그들의 칼뱅주의 신앙에 붙게 되었다.
이러한 민간신앙은 공식적인 방식으로 표현되지 않았다. 그것은 아프리카너의 경험이었으며, 그들은 자신들의 절대적으로 주권적인 창조주이자 주님이 특정한 백성으로서 자신들에게 특별한 은혜를 보여주셨다는 확신을 통해 이를 해석했다.

## 민족주의
그러나 프랑스 혁명은 이러한 사고 습관을 보다 의식적으로 표면으로 끌어올렸다. 프랑스는 1794년 1월 연합주 공화국을 침공했고, 총독은 영국으로 도피하여 그레이트브리튼 왕국에게 재정적으로 곤란을 겪고 있었고 총독이 큰 지분을 갖고 있던 네덜란드 동인도 회사의 자산을 영국 왕립 해군으로 처리해 달라고 요청했다. 영국은 1795년 희망봉을 처리했고, 1802년 아미앵 조약 이후 바타비아 공화국에 돌려주었다. 약 1년 반 동안 얀센스와 드 미스트에 의해 계몽주의 사상이 홍보되었고, 여기에는 교회 정부의 변화도 포함되었다. 1806년, 영국은 자체적으로 희망봉을 다시 점령하고 그곳에 열렬한 계몽주의 전파자인 영국 행정관을 임명했다. 그들은 흑인들을 순수한 자연의 영혼을 칭찬한다고 자칭하며 무역 및 노동 규제를 완화했다. 영국 정부는 1833년 영국 제국 일부에서 노예 제도를 불법화했으며 1834년 케이프 식민지에서 시행했다. 그들은 흑인들을 동등하게 대우하고 백인 지주를 상대로 소송을 제기할 수 있도록 법원에 접근할 수 있도록 했다. 그리고 그들은 무엇보다 자신들의 자율적인 이성을 믿는다고 자칭했다.
영국 계몽주의가 아프리카너와 처음으로 만나면서 이보다 더 반대되는 메시지는 상상하기 어려웠다. 보어인(네덜란드어와 아프리칸스어로 농부를 의미)의 관점에서 볼 때, 계몽주의는 외국 세력이 그들을 통치하고 이질적인 법과 언어를 강요하며, 보상 없이 노예를 해방시키고, 네덜란드어 사용자보다 영어 사용자의 이익을 우선시하는 결과를 낳았다. 그들은 계몽주의에 노출되었고, 그것은 그들에게 기독교의 신과 삶의 방식에 대한 혁명처럼 보였다.

## 보어인과 케이프 칼뱅주의자 간의 분열
그레이트 트레크 동안, 주로 케이프 식민지 동부 지역의 많은 사람들이 북쪽으로 이동하여 영국 식민지 당국의 통제하에 있지 않은 지역으로 갔다. 케이프 네덜란드 개혁교회가 트레커들에게 케이프 정부의 대리인으로 보였기 때문에, 그들은 또한 그 목사와 사절을 신뢰하지 않았고, 이를 케이프 정부가 정치적 통제를 회복하려는 시도로 보았다. 트레커들 사이에서도 종교적인 분열이 있었다. 네덜란드 출신의 목사 디르크 반 더 호프는 1853년 트란스발로 가서 1856년에 조직되고 1860년에 트란스발 공화국(트란스발이라고도 함)의 국교로 인정된 네덜란드 개혁 교회(Nederduitsch Hervormde Kerk)의 목사가 되었고, 이는 케이프 교회와 분리되었다.
한편, 네덜란드 본국에서는 네덜란드 국교회가 계몽주의에 의해 변모되었는데, 이는 반대하는 사람들의 마음속에는 성인 교회 회원을 위한 신앙의 의미 있는 고백이 사라지고 찬송가(시편 외에)와 기타 예배 및 교리에서의 혁신으로 표현되었다. 네덜란드에서는 이러한 성경적 신앙의 해체로 인식되는 것에 반대하는 운동이 일어났다. 이를 "Afscheiding"이라고 불렀으며, 1834년 흐로닝언주 울럼에서 헨드리크 더 코크 목사가 국교회에서 분리되었다. 또한 르베이('각성')라는 운동도 있었는데, 이는 국교회에서 분리되지 않은 디용 흐룬 판 프린스터러르와 같은 사람들의 지지를 받았고, 그의 저술이 남아프리카에서 알려지게 되었다. 그리고 훨씬 나중에 돌레안치라는 또 다른 분열의 지도자인 아브라함 카이퍼가 아프리카너들에게 알려지기 시작했다. 그들이 '혁명'이라고 부르는 계몽주의를 매우 비판했던 돌레안치는 교회 내에서 교육 및 정치 분야에서도 유사한 운동을 가졌다. 이러한 영향의 시기는 중요했는데, 네덜란드 개혁교회에서 일어난 복음주의 부흥인 르베이의 물결을 타고 일어났고, 이는 남아프리카에서 스코틀랜드 목사 앤드루 머리에 의해 이끌어졌다. 돌레안치의 슬로건은 결국 아프리카너들에게 의도치 않은 민족주의적 뉘앙스를 울리게 했는데, "분리는 힘이다"였다.

## 도퍼스
트란스발의 남아프리카 네덜란드 개혁교회에서 더 보수적인 당파(도퍼스로 알려짐)는 교회에서 일부 찬송가를 부르는 것에 반대했다. 그들은 네덜란드의 분리된 개혁 교회(Afgescheiden Gereformeerde Kerk)에 목사를 파견해 달라고 요청했다. 디르크 포스트마 목사는 1858년 즈월러에서 트란스발 공화국으로 왔고, 개혁교회(Hervormde Kerk)의 목사로 받아들여졌으나, 자신과 회중이 찬송가(시편만)를 부르도록 요구될 수 있다는 것을 알게 되자, 그는 트란스발 공화국의 대통령 폴 크뤼거를 포함한 약 300명의 성인을 포함한 도퍼들과 함께 국교회에서 분리되어 1859년 2월 러스텐버그에 남아공 개혁교회를 설립했다. 그리하여 남아프리카에는 아프리카너 네덜란드 개혁 교회(Nederduits Gereformeerde Kerk, 케이프 시노드), 트란스발 공화국의 국교회인 보어 네덜란드 개혁 교회(Nederduitsch Hervormde Kerk), 그리고 이 셋 중 가장 작은 포스트마 목사가 이끄는 보어 남아공 개혁교회 세 개의 네덜란드 개혁교회가 존재하게 되었다.
원래 경멸적인 이름인 도퍼스는 그들의 예배에서 촛불과 다른 혁신에 반대한 것 때문에 네덜란드어 'domp'('심지 깎는 기구')에서 유래했을 수 있으며, 아마도 계몽주의에 대한 그들의 경멸을 나타낼 것이다. 또는 도퍼스는 네덜란드어 'dop'('마시는 사람')에서 유래했을 수 있으며, 이는 작은 개별 성찬 잔에 대한 그들의 강한 반대 때문일 수 있다.
도퍼스의 분리주의는 그들의 교리의 엄격함, 예배의 엄격한 청교도주의, 심지어 독특한 복장과 말투로 표현되어 유럽의 영향과 뚜렷한 대조를 이루었다. 그럼에도 불구하고 도퍼스는 남아프리카에서 모든 영국적인 것에 대한 저항의 상징이었으며, 작은 규모와 독특성에도 불구하고 그들은 문화적으로 세련되었고 그레이트 트레크 동안과 이후에 불균형적으로 영향력이 있었다. 포체프스트롬 대학교를 설립한 것은 도퍼 교회였다.
그레이트 트레크 이후에 나타난 보어 공화국은 청교도적인 보어 사회를 조직할 포괄적인 철학이 필요했다. 영국이 짧은 기간 병합한 후 다시 독립한 트란스발 공화국의 초대 대통령 폴 크뤼거는 칼뱅주의 원리를 정치적 형태로 채택하고, 보르트레커들이 성경의 이스라엘 백성과 다르지 않은 기독교의 신으로부터 특별한 소명을 받았다는 신념에 기반한 문화적 사명을 공식화했다. 도퍼스는 금과 다이아몬드에 이끌린 외국 이민자들의 대규모 정착을 통해 트란스발로 쏟아져 들어오는 위틀랜더 문화의 인플루언서에 맞서 지적인 전쟁을 벌였다.

## 아프리카너 브뢰더본드
보어 전쟁은 많은 아프리카너를 완전히 빈곤하게 만들었다. 전쟁 후 폐허가 된 농부들은 수백 명씩 고속도로에 줄 서서 바구니째 농산물을 파는 모습으로 목격되었다. 네 개의 남아프리카 식민지가 정치적으로 남아프리카 연방으로 통합되고 민주 선거로 통제권을 넘겨준 후, 제2차 보어 전쟁 이후 수년 동안 젊은 지식인들의 작고 익명의 단체인 아프리카너 브뢰더본드가 "가난한 백인"과 기타 아프리카너 이익에 대한 압도적인 사회 문제를 다루기 위한 전략을 논의하기 위해 결성되었다. 어빙 헥섬의 설명에 따르면, 비밀 조직의 불만을 가진 회원이었던 클라우스 벤터와 헨드릭 스토커에 따르면, 1927년 브뢰더본드는 포체프스트롬 대학교로 이전하여 당시 고군분투하던 그룹의 리더십을 인수해 달라고 요청했다. 그해 브뢰더본드는 아브라함 카이퍼의 작업에 기반한 칼뱅주의 철학을 공식적으로 채택했다. 브뢰더본드는 깊이 뿌리 박힌 확신으로, 과거가 신앙 해석을 통해 그들에게 제공한 것은 반제국주의, 자기 훈련, 책임의 모델이며, 이는 결국 공산주의의 속임수에 맞서 흑인, 유색인종, 백인 모두에게 정의를 보존할 것이라고 믿었다. 브뢰더본드에서 나온 이러한 전략들은 1948년 아파르트헤이트 설립에 직접적인 책임이 있었다.
1960년 샤프빌 학살 이후 막대한 국제적 압력 하에 브뢰더본드는 정책 제안에 대한 느리고 조용한 재검토를 시작했다. 그러나 1976년 소웨토 폭동이 일어나기 전까지 아파르트헤이트 시스템을 개혁하기 위한 중대한 변화는 일어나지 않았다. 이 후 어느 시점에 브뢰더본드는 아파르트헤이트를 개혁 불가능한 실패로 선언하고 해체 작업을 시작했다. 마침내 비록 보편적이지는 않았지만, 아프리카너 국민, 언어, 종교가 생존하려면 라거에서 벗어나 남아프리카 공화국을 초대하는 주도권을 잡아야 한다는 확신이 확립되었다. 브뢰더본드는(비밀 정책을 포기하고 새로운 이름인 아프리카너본드로) 토지 개혁과 아파르트헤이트 역전을 위한 이니셔티브를 제안하기 시작했다.

## 급격한 변화
아파르트헤이트의 역전은 남아프리카 네덜란드 개혁교회(NGK)를 변화의 시대로 몰아넣었다. 여전히 교리적으로 칼뱅주의를 유지하고 있지만, 교회의 종교적 성격은 이제 덜 응집적이며 평가하기 더 어렵다. 아파르트헤이트와 철저히 혼합되었기 때문에, 역사적인 칼뱅주의는 인기를 잃은 것처럼 보인다. 마르크스주의 교리인 계급 투쟁과 기독교를 화해시키려는 해방 신학은 일부에서 발판을 마련했으며, 정치 스펙트럼의 좌우 양측에서 지지자를 가진 것으로 보인다. 미국식 복음주의와 아르미니우스주의 또한 진전을 이루었으며, 이는 보다 개인주의적인 강조로 인해 전면적인 시민 종교의 가능성이 적다. 확실히 계시 신학과 자연신학의 옛 합성은 대체로 거부되었다. 적어도 공식적으로는 그렇다. 그러나 아프리카너의 민간신앙은 죽지 않았다. 일부 학자들은 칼뱅주의 자체, 아프리카너의 역사, 그리고 특히 아파르트헤이트 정권의 시민 종교 사이의 구별을 시도하고 있다.
1985년, 아프리카너의 92%가 개혁교회 회원이었다. 2013년 말까지 이 수치는 40%로 떨어졌고, 실제 개혁교회 주간 예배 참석률은 약 25%로 추정된다.

## 같이 보기
- 남아프리카 공화국의 역사

## 참고 문헌
온라인 자료
- Oosthuizen, Jean (2014년 1월 12일). “Krisis kom vir leë kerke”. Johannesburg: Rapport (Netwerk 24 Nuus). 2014년 1월 12일에 원본 문서에서 보존된 문서. 2015년 3월 30일에 확인함.
- Lee, Francis Nigel (1992). “The Christian Afrikaners: A Brief History of Calvinistic Afrikanerdom from 1652 – 1980” (PDF). Cape Town: Gospel Defence League. 2013년 9월 6일에 원본 문서 (PDF)에서 보존된 문서. 2015년 3월 30일에 확인함.

학술지 논문
- Williams, Blake (1991). “Apartheid in South Africa: Calvin's Legacy?”. 《The Upsilonian》 III. 2014년 9월 14일에 원본 문서에서 보존된 문서.
- Du Toit, André (1985). “Puritans in Africa? Afrikaner "Calvinism" and Kuyperian Neo-Calvinism in Late Nineteenth-Century South Africa”. 《Comparative Studies in Society and History》 27 (2): 209–240. doi:10.1017/S0010417500011336. ISSN 0010-4175. S2CID 145566439.
- Hexham, Irving; Poewe, Karla (1997). “Christianity in Central Southern Africa Prior to 1910”. University of Calgary: Nurelweb. 2013년 12월 3일에 원본 문서에서 보존된 문서. 2015년 3월 30일에 확인함.

참고 도서
- McNeill, JT (1967) [1954]. 《The History and Character of Calvinism》. Oxford: Oxford University Press. ISBN 978-0195007435.
- Greaves, Adrian (2013). 《The Tribe that Washed its Spears: The Zulus at War》. Barnsley: Pen & Sword Military. ISBN 978-1629145136.
- Hexham, Irving; Poewe, Karla (1997).  Elphick, Richard; Davenport, Rodney, 편집. 《Christianity in South Africa: A Political, Social, and Cultural History》. Claremont: David Philip. ISBN 978-0520209398.